# Касимовская епархия
Каси́мовская епа́рхия — епархия Русской православной церкви, объединяющая приходы и монастыри в северо-восточной части Рязанской области (в границах Ермишинского, Кадомского, Касимовского, Клепиковского, Пителинского, Сасовского, Чучковского и Шиловского районов). Входит в состав Рязанской митрополии.
Кафедральный город — Касимов.

## История
В 1920-е годы для противодействия обновленчеству рассматривался план создания Касимовского викариатства, оставшийся нереализованным.
Епархия образована решением Священного Синода от 5 октября 2011 года выделением приходов в Ермишинском, Кадомском, Касимовском, Клепиковском, Пителинском, Сасовском, Чучковском и Шиловском районах Рязанской области из Рязанской епархии.
6 октября 2011 года Касимовская епархия включена в состав новообразованной Рязанской митрополии.
Епископом Касимовским и Сасовским избран игумен Дионисий (Порубай), клирик Рязанской епархии.

## Епископы
- Павел (Пономарёв) (5 октября — 27 ноября 2011) (в/у)
- Дионисий (Порубай) (27 ноября 2011 — 14 июля 2018)
- Марк (Головков) (14 июля — 18 ноября 2018) (в/у)
- Василий (Данилов) (18 ноября 2018 — 20 марта 2025)
- Марк (Головков) (с 20 марта 2025) в/у, митрополит Рязанский
- Исаакий (Иванов) (избран 24 июля 2025)

## Благочиния
Епархия разделена на 10 церковных округов:
- Гусевское благочиние
- Елатомское благочиние
- Ермишинское благочиние
- Кадомское благочиние
- Касимовское городское благочиние
- Клепиковское благочиние
- Пителинское благочиние
- Сасовское благочиние
- Чучковское благочиние
- Шиловское благочиние

## Монастыри
- Кадомский Милостиво-Богородицкий монастырь в посёлке Кадом (женский)
- Крестовоздвиженская Полунинская монашеская община — архиерейское подворье в селе Красный Холм Шиловского района[4]

упразднённые
- Касимовский Казанский монастырь в Касимове (женский)